# Как стать знаменитым
«Как стать знаменитым» — советская музыкальная молодёжная комедия 1984 года киностудии «Молдова-фильм» режиссёра Иона Скутельника.

## Сюжет
Выпускник школы Петря Чиримпей — остается работать в родном селе. Талантливый изобретатель и рационализатор мечтает стать знаменитым и когда-нибудь всё же покорить сердце бывшей одноклассницы Лучии Бостон, за которой волочится зоотехник Шаптебой.

## В ролях
- Серджиу Продан — Петру
- Алёна Беляк — Лучия
- Сергей Варчук -
- Евгения Тудорашку -
- Володя Мельник
- Андрей Нестеров
- Ролан Новицкий — Максимка
- Борис Гитин — председатель
- Мария Сагайдак — жена председателя колхоза
- Светлана Тома — эпизод
- Василе Зубку-Кодряну — эпизод
- Константин Константинов — эпизод
- Григоре Григориу — эпизод
- Думитру Фусу — эпизод
- Нинела Каранфил — журналистка
- Михай Курагэу — эпизод
- Павел Андрейченко — эпизод
- Михаил Бадикяну — эпизод
- Штефан Петраке — эстрадный певец, камео